# 郭涛 (中将)
郭涛（1926年2月 − 2011年11月3日）は、中華人民共和国の軍人。中国人民解放軍中将。
河北省魏県出身。1926年2月に魏県の三区蔡小庄村で誕生。
1941年に中国共産党軍に加入、1945年に中国共産党に参加。1988年、中国人民解放軍にて中将の地位を授かり、南京軍区の副司令官に任ぜられた。第6回および第7回の全国人民代表大会代表。
2011年11月3日に南京で死去。